# عور (مشكين شهر)
عور هي قرية في مقاطعة مشكين شهر، إيران. يقدر عدد سكانها بـ 390 نسمة بحسب إحصاء 2016.